# Morancé
Morancé és un municipi francès situat al departament del Roine i a la regió d'Alvèrnia-Roine-Alps. L'any 2007 tenia 2.005 habitants.

## Demografia

### Població
El 2007 la població de fet de Morancé era de 2.005 persones. Hi havia 688 famílies de les quals 120 eren unipersonals (56 homes vivint sols i 64 dones vivint soles), 230 parelles sense fills, 290 parelles amb fills i 48 famílies monoparentals amb fills.
La població ha evolucionat segons el següent gràfic:
Habitants censats

### Habitatges
El 2007 hi havia 756 habitatges, 695 eren l'habitatge principal de la família, 25 eren segones residències i 35 estaven desocupats. 659 eren cases i 91 eren apartaments. Dels 695 habitatges principals, 556 estaven ocupats pels seus propietaris, 129 estaven llogats i ocupats pels llogaters i 10 estaven cedits a títol gratuït; 4 tenien una cambra, 32 en tenien dues, 81 en tenien tres, 173 en tenien quatre i 405 en tenien cinc o més. 603 habitatges disposaven pel capbaix d'una plaça de pàrquing. A 233 habitatges hi havia un automòbil i a 426 n'hi havia dos o més.

### Piràmide de població
La piràmide de població per edats i sexe el 2009 era:
| Homes | Edats   | Dones |
| ----- | ------- | ----- |
| 0     | 95 o +  | 4     |
| 0     | 90 a 94 | 0     |
| 4     | 85 a 89 | 20    |
| 0     | 80 a 84 | 0     |
| 20    | 75 a 79 | 16    |
| 20    | 70 a 74 | 28    |
| 24    | 65 a 69 | 44    |
| 36    | 60 a 64 | 48    |
| 60    | 55 a 59 | 40    |
| 76    | 50 a 54 | 68    |
| 68    | 45 a 49 | 88    |
| 52    | 40 a 44 | 52    |
| 84    | 35 a 39 | 84    |
| 44    | 30 a 34 | 52    |
| 40    | 25 a 29 | 44    |
| 52    | 20 a 24 | 32    |
| 72    | 15 a 19 | 56    |
| 80    | 10 a 14 | 76    |
| 52    | 5 a 9   | 64    |
| 56    | 0 a 4   | 64    |

## Economia
El 2007 la població en edat de treballar era de 1.264 persones, 952 eren actives i 312 eren inactives. De les 952 persones actives 890 estaven ocupades (469 homes i 421 dones) i 61 estaven aturades (24 homes i 37 dones). De les 312 persones inactives 109 estaven jubilades, 121 estaven estudiant i 82 estaven classificades com a «altres inactius».

### Ingressos
El 2009 a Morancé hi havia 709 unitats fiscals que integraven 1.977 persones, la mediana anual d'ingressos fiscals per persona era de 24.582 €.

### Activitats econòmiques
Dels 91 establiments que hi havia el 2007, 1 era d'una empresa alimentària, 1 d'una empresa de fabricació de material elèctric, 6 d'empreses de fabricació d'altres productes industrials, 12 d'empreses de construcció, 17 d'empreses de comerç i reparació d'automòbils, 8 d'empreses de transport, 3 d'empreses d'hostatgeria i restauració, 3 d'empreses financeres, 5 d'empreses immobiliàries, 20 d'empreses de serveis, 8 d'entitats de l'administració pública i 7 d'empreses classificades com a «altres activitats de serveis».
Dels 23 establiments de servei als particulars que hi havia el 2009, 1 era una oficina de correu, 5 tallers de reparació d'automòbils i de material agrícola, 1 autoescola, 4 paletes, 2 guixaires pintors, 1 fusteria, 2 lampisteries, 3 electricistes, 1 perruqueria, 2 restaurants i 1 agència immobiliària.
Dels 3 establiments comercials que hi havia el 2009, 1 era una botiga de més de 120 m², 1 una fleca i 1 una llibreria.
L'any 2000 a Morancé hi havia 47 explotacions agrícoles que ocupaven un total de 396 hectàrees.

## Equipaments sanitaris i escolars
El 2009 hi havia 1 hospital de tractaments de mitja durada (seguiment i rehabilitació) i 1 farmàcia.
El 2009 hi havia una escola elemental.

## Poblacions més properes
El següent diagrama mostra les poblacions més properes.